# Mona Jensen
Mona Jensen er en dansk tidligere fodboldspiller fra AIA. Hun var med på det danske hold som vandt i VM-finalen i 1971 i Mexico City mod værtsnationen Mexico.